# Kana (rivière)
La Kana (en russe : Кана) est une rivière de l'oblast de Mourmansk, au sud-ouest de la péninsule de Kola, en Russie.
La Kana est un affluent de l'Oumba, longue de 50 km, qui prend sa source dans les forêts au sud-est du lac Imandra, à environ 25 km au sud de la ville d'Apatity.
Elle s'écoule vers le sud-est à travers un paysage essentiellement inhabité composé de forêts et de tourbières et débouche à l'extrémité nord du lac Kanozero sur le cours du fleuve Oumba.